# Overrijdende plaat
Met overrijdende plaat wordt bij een subductiezone in de platentektoniek de plaat bedoeld waaronder een andere plaat subduceert.
De kant van de overrijdende plaat wordt in zowel subductiezones als orogenen het achterland genoemd. In het geval van een subductiezone vindt in de overrijdende plaat vaak vulkanisme plaats (eilandboog vulkanisme of backarc vulkanisme).
In het geval van een gebergte vindt in het achterland vaak extensie plaats, waardoor een bekken gevormd wordt. Dit wordt een voorlandbekken genoemd. Voorbeelden hiervan zijn het Ebro-bekken aan de Spaanse en het Aquiteins bekken aan de Franse kant van het gebergte de Pyreneeën.